# Острови (гміна Завідз)
Острови (пол. Ostrowy) — село в Польщі, у гміні Завідз Серпецького повіту Мазовецького воєводства.
Населення — 52 особи (2011).
У 1975-1998 роках село належало до Плоцького воєводства.

## Демографія
Демографічна структура станом на 31 березня 2011 року:
|          | Загалом | Допрацездатний вік | Працездатний вік | Постпрацездатний вік |
| -------- | ------- | ------------------ | ---------------- | -------------------- |
| Чоловіки | 27      | 3                  | 18               | 6                    |
| Жінки    | 25      | 7                  | 13               | 5                    |
| Разом    | 52      | 10                 | 31               | 11                   |